# Uloborus emarginatus
Uloborus emarginatus är en spindelart som beskrevs av Kulczynski 1908. Uloborus emarginatus ingår i släktet Uloborus och familjen krusnätsspindlar. Inga underarter finns listade i Catalogue of Life.